# ResearcherID
ResearcherID は科学界の学術論文執筆者の典拠管理システム。

## 沿革
サービス開始の2008年1月からトムソン・ロイターが運営し、その後、他のデータベースに吸収されている（後述）。独自の識別子を設け、執筆者の特定と正しい出典管理を目指す。科学界ならびに学術出版物の記事の出典を示すとき、慣習として執筆者の氏名および欧文の場合はイニシャルを示す。しかしながら同名もしくは頭文字が同じ人物が複数いる場合、あるいは掲載誌がつづりを誤記した場合など、同一人物の氏名に複数の表記が記録されたり、複数の人物の表記が同一だったりする状況にある。あるいは同一人物の著作物ごとに異なるIDが振られるサービスもある。
ResearcherIDを利用し、執筆者が自らの著作物であること、個人に割り当てられた識別子(ResearcherID) を付与するよう申し入れることができる。典拠情報の訂正により、執筆者には著作物一覧をつねに最新情報に保てるという。 
デジタルオブジェクト識別子 (DOI) と ResearcherID の併用により執筆者と研究論文を紐付けると、たとえば登録新案の研究者を探したり、同じ研究分野に取り組む人々や共同研究者を探したりする用途が期待される。

### データベース統合
研究者が自らの研究成果を縦覧したり専門家による査読、専門誌 (ジャーナル) の投稿受付や編集作業の場を提供するサービスに、Clarivate Analytics社の Publons (en) がある。2019年4月に実施された両社のプラットフォーム統合は、Publons 上で ResearcherID をホストすることにより、研究者が単一のアクセス先でより統合的に研究成果ならびに論文掲載を把握できるよう企図された。研究分野によって査読により会議発表の記事をまとめたり (コンピュータ科学)、単行本や書籍に収載された文章を重視したり (人文科学や社会科学の諸分野) するなどの差に対応する試みである。
さらに Web of Science (2018年12月)、ORCiDとの合併により、データベース間の多元的な紐付けが実現している。またその評価は商業主義的あるいは独占的などの批判や「執筆者誤認という共通の問題に取り組むイニシアチブ」という見方や、ばらばらだった典拠情報が紐付けされる利便性に注目されるなど割れている。